# بارادلا (غار)
غار بارادلا (مجاری: Baradla) جزء میراث جهانی یونسکو در مجارستان است.